# ثقافة الخلافة الأموية

الجامع الأموي في دمشق ، سوريا. اكتمل عام 715 م.

باعتبارها أول خلافة مؤسسة، بعد الفتح الإسلامي الذي بدأ عام 622 م، استولى الأمويون على الإمبراطوريتين البيزنطية والساسانية السابقة واحتلوها، من بلاد ما بين النهرين إلى شبه الجزيرة الأيبيرية حتى عام 750 م. نشأت هذه الفترة الأولية بعد وفاة رسول الله محمد، وكانت بمثابة السنوات التكوينية للفن الإسلامي.

## الثقافة البصرية في العصر الأموي
يمكن تصوير المحادثة بين الفن الإسلامي والديانات التوحيدية الأخرى، مثل اليهودية والمسيحية، التي تعايشت جنبًا إلى جنب مع الحكم الإسلامي خلال العصور الوسطى، من خلال التركيبات الزخرفية. يمكن أن تتراوح هذه من عرض الترتيبات الهندسية إلى الصور التصويرية في سياقات محددة. على سبيل المثال،
الأشكال والوسائط الكلاسيكية التي توقفت في القرون السابقة... التخطيط المتعامد، والمنحوتات الحجرية واسعة النطاق، وحتى اعتماد الشكل الخارجي للحصن الروماني... كنموذج أساسي للقصر الأموي..
وهذا ما جعل الفن الإسلامي مميزًا، وكان طول عمر هذه الأشكال من العمارة أفضل بكثير من تلك ذات الطبيعة المحمولة. على سبيل المثال، تضمنت السمات الفنية الدائمة داخل المساكن الفخمة الفسيفساء وأفاريز الأيقونات المعقدة. كانت "السينمورفس" مثالاً على المنحوتات - الأشكال المتحولة التي ظهرت خلال الفترة الساسانية (بين القرنين الثالث والسابع)؛ تم إنتاجها واستلهامها من الأساطير، مثل غريفينز.
كما تناثرت التأثيرات اليونانية الرومانية أيضًا في المشاهد الجصية الأموية، مثل لفائف الكروم المحملة بالفواكه والصور الزهرية التي كانت ترمز إلى "خصوبة الجنة الخارقة للطبيعة". علاوة على ذلك، يمكن أيضًا رؤية لفائف خضراء تشبه الأقنثة في تمثال آرا باسيس الروماني القديم، الذي ألهم الزخارف الإسلامية والإنشاءات الأسلوبية.
وبالمثل، ظهرت هذه التصاميم أيضًا على قبة الصخرة في القدس، والتي شيدت أيضًا في أوائل القرن الثامن. ويعكس هذا الموقع أيضاً أهمية سوريا وارتباطاتها الإبراهيمية بالنسبة للخلافة الأموية ومقرها دمشق. ويمكن اعتباره رعاية للهندسة المعمارية الضخمة، التي تحتوي على مثل هذه المواد المزخرفة التي تستمر في تقاليد العصور القديمة المتأخرة، ولكن أعيد تشكيلها بطرق مبتكرة ومثيرة للاهتمام.
وبالمثل، زين المحراب والقبة فوق مسجد قرطبة الكبير بالفسيفساء الأزرق والأخضر والذهبي، مما شكل منافسًا إلى حد ما للمسجد الكبير في الثقافة الغربية.

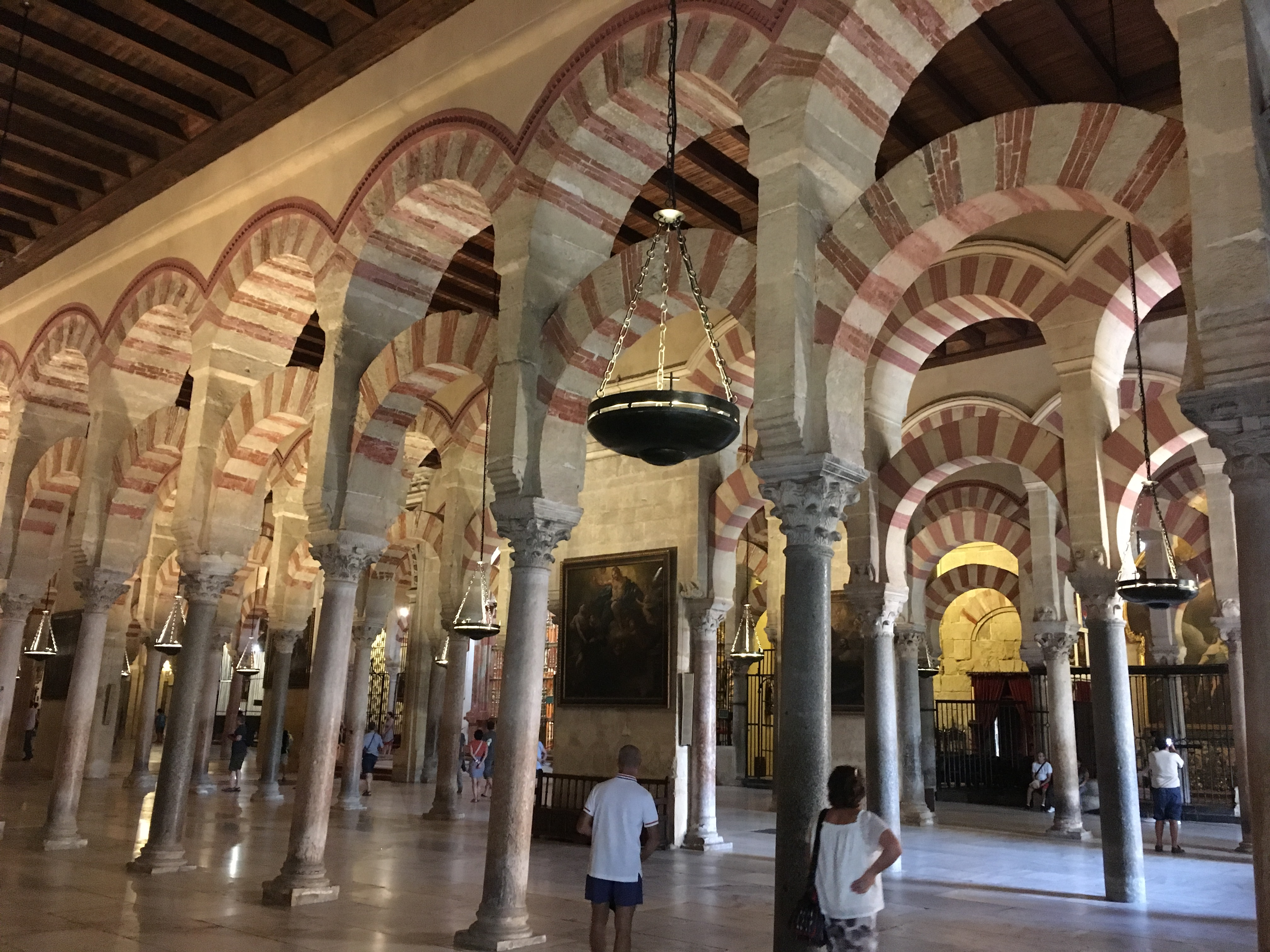
جامع قرطبة الكبير، اكتمل بناؤه عام 785 م. الجالية الإسلامية في الأندلس. أعيدت تسميتها فيما بعد بكاتدرائية قرطبة.

وبدلاً من ذلك، تأثرت الأعمال المعدنية والمنسوجات وتصوير الزخارف الحيوانية والنباتية والتصويرية، التي استكملتها أنماط التطوير الرسمية للبيزنطيين والساسانيين، بالعصور القديمة المتأخرة والتقاليد الطبيعية، التي كانت سائدة في شرق البحر الأبيض المتوسط.
وعلى الرغم من ذلك، فإن العملات المعدنية هي أفضل دليل على تصوير الهوية البصرية للأمويين في سوريا، حيث عثر على نماذج برونزية في قصر المشتى بعد أن بدأ سكها في 719-20م، بفلسطين.

## أهمية الفن
يمكن القول إن المؤلفات في هذه الفترة من العصور القديمة المتأخرة، باعتبارها إحدى القوى الدافعة في تأسيس الحكم الأموي، "كانت أقدم تعبيرات عن الفن الإسلامي على نطاق واسع. لم يقم الحكام الخلفاء الأوائل بتأسيس اتجاه أسلوبي مميز حدد ثقافتهم الناشئة لدعم انتشار الإسلام فحسب، بل استخدموا هذا أيضًا لتشكيل شبكة من التحالفات مع الممالك البديلة التي كانت تحتل ذات يوم أطراف البحر الأبيض المتوسط.
ومن الفن الأموي يمكن رؤية اعتماد وتطوير التقنيات والأساليب في فترة الفن العباسي المتأخر. على سبيل المثال، اللوحة الجدارية "الراقصون السامريون".
يمكن أن يعزى الفن الأموي إلى بدء التقاء الفن الشرقي والغربي الذي استمر طوال فترة الخلافة. وجهة النظر هذه هي شعبية باستمرار لأنها لا تظهر لتتوافق مع ثنائي فني ثابت، وبالتالي يجب تطبيق نهج أكثر شمولية لدراسة كبيرة العمارة الأموية.